# Histoire des Juifs à Deutsch Krone

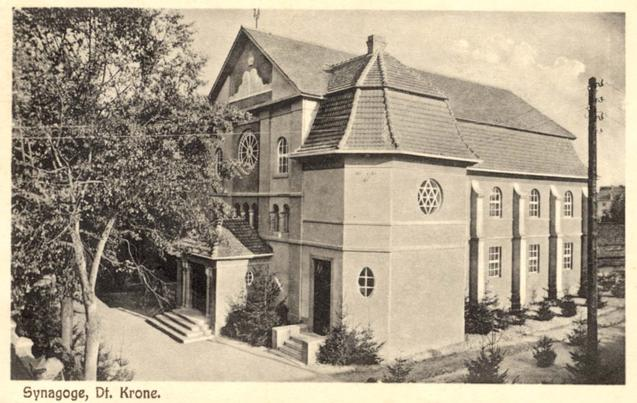
La synagogue construite en 1921/1922

L'histoire des Juifs à Deutsch Krone (actuellement Wałcz), commence dès le XVIIe siècle et va s'étendre jusqu'à la Seconde Guerre mondiale. Á la fin du XVIIIe siècle et au début du XIXe siècle, la population juive va représenter jusqu'à 20 % de la population totale, avant de diminuer. La communauté est anéantie lors de la Shoah.
Lors du premier partage de la Pologne, en 1772, la ville polonaise de Wałcz est cédée à la Prusse et prend le nom de Deutsch Krone. La ville est intégrée à la province de Prusse occidentale sous domination prussienne, puis en 1871 du Reich allemand. Après la Première guerre mondiale, en 1919, elle fait partie de la province de Posnanie-Prusse-Occidentale restée dans le giron allemand, intégrée en 1938 dans la province de Poméranie. Après la Seconde Guerre mondiale, en 1945, conformément à la conférence de Potsdam, la ville est donnée à la Pologne et retrouve son nom historique de Wałcz.
La ville qui compte un peu moins de 25 000 habitants fait partie de la voïvodie de Poméranie-Occidentale. 

## Histoire de la communauté juive

### Les débuts de la communauté
La première mention de Juifs vivant à Deutsch Krone remonte à 1623. Il s'agit probablement de nouveaux arrivants de Poméranie ou de la Nouvelle-Marche (Neumark) dans le Brandebourg. C'est le staroste Melchior Wejher qui est à l'origine de leur arrivée dans la ville, malgré les protestations du conseil municipal.
Les Juifs de Deutsch Krone vivent dans un quartier spécialement désigné sous le nom de Neustadt Wałcz (Nouvelle-ville de Wałcz), situé à en périphérie, au bord du lac. Ils doivent payer un loyer annuel de 150 złotys au staroste et 50 tymfs supplémentaires de taxe sur les alcools à la ville. En vertu du privilège dont jouit Deutsch Krone, les Juifs ne sont pas autorisés à s'installer dans la Vieille-ville. Avant la levée de cette interdiction, les membres de la communauté juive sont contraints de vivre dans un espace restreint et surpeuplé, ce qui freine considérablement la croissance de la communauté. L'une des raisons de l'imposition de restrictions spatiales à l'installation des Juifs est la création et l'existence d'un lycée jésuite à Deutsch Krone depuis 1672. L'interdiction est probablement levée en 1772, après le premier partage de la Pologne, lorsque la région de Deutsch Krone est annexée par la Prusse. Néanmoins, de nombreux Juifs réussissent à contourner la réglementation en s'installant dans des appartements et des maisons loués.
Les conditions de vie des Juifs de Deutsch Krone sont décrites dans un essai qu'Adolf Sperling (1882-1966), premier bourgmestre de Deutsch Krone à partir de 1917, publié en 1951 dans le Deutsch Kroner Heimatbrief:
« À Deutsch Krone, les Juifs se voyaient refuser la citoyenneté, l'achat de maisons et de terres, ainsi que la construction d'une synagogue. Ils n'étaient pas autorisés à acheter de céréales au-delà de leurs besoins domestiques, à ouvrir des boulangeries ou des points de vente. Ce n'est qu'au début du XVIIe siècle qu'ils commencèrent à s'installer dans la Nouvelle-ville… Par le Privilegium Judeorum Valensium de anno 1623, le staroste Melchior Weyher leur accorda le droit de s'installer dans la Kietzgasse, devenue plus tard la Judenstraße et aujourd'hui la Synagogenstraße. La protestation de l'ensemble des citoyens, sous la direction du bourgmestre Johann Bruno, exigeait « l'annulation de ce privilège accordé par l'illustre staroste Melchior Weyher… ». Après de nombreux échanges, un accord fut conclu, prévoyant que le privilège ne serait pas révoqué, mais que les Juifs devaient payer chaque année 150 florins de loyer au staroste et 50 tymfes de droit d'octroi (cinq tymfes équivalent à un thaler) à la ville. En échange, ils étaient autorisés à distiller de l'eau-de-vie et à offrir du vin et de l'hydromel dans la Kietzgasse. En contrepartie de paiements supplémentaires, le magistrat s'engageait à protéger les Juifs de l'arrogance des élèves jésuites, qui les opprimaient énormément. De plus, les Juifs étaient tenus de fournir à l'Église catholique trois livres de sucre de première qualité, trois livres de safran, trois livres de clous de girofle, une pierre de suif et 11 kg de graisse par an pour entretenir la lampe éternelle sur l'autel principal de l'église. Lors des processions, ils devaient, comme la population protestante, rester chez eux et fermer boutique. Si le prêtre les rencontrait avec la Sainte-Hostie, ils devaient s'écarter. Enfin, ils devaient acheter du poisson, de l'eau-de-vie et d'autres produits que le staroste proposait à certains prix. En cas de refus, ces articles étaient jetés dans la synagogue. »
En 1698, les Juifs occupent 37 maisons à Deutsch Krone, chacune abritant quatre familles. Il y a également une synagogue. En 1706, un gigantesque incendie ravage Deutsch Krone et détruit la synagogue et 45 maisons juives. Certaines d'entre elles sont reconstruites, mais le 4 juillet 1711, le quartier juif nouvellement reconstruit est à nouveau entièrement détruit par un incendie. La synagogue est reconstruite, car des sources historiques mentionnent qu'elle brule de nouveau lors d'un nouvel incendie en 1771. Il faut alors deux décennies avant que les Juifs de la ville, pour la plupart pauvres, puissent construire un nouveau bâtiment. Jusque-là, le Staroste met à leur disposition une salle de prière. La nouvelle synagogue n'est construite qu'en 1791. 
Les Juifs locaux vivent essentiellement du petit commerce, particulièrement rentable lors des huit foires qui se tiennent chaque année dans la ville, toujours précédées de marchés aux bestiaux et aux chevaux.

### L'essor de la communauté
À la fin du XVIIIe siècle, le nombre de résidents juifs augmente à tel point que la communauté constitue environ 20 % de la population totale de Deutsch Krone. Cette proportion se maintint pratiquement tout au long du XIXe siècle. En 1774, la communauté compte 240 habitants, 464 en 1788 et 564 en 1831. En 1871, la communauté atteint son apogée démographique en comptant 647 membres. Cette vaste communauté possède ses propres institutions. On y trouve une synagogue et un cimetière juif, et, à partir de 1842, une école primaire juive. En 1887, l'école compte deux classes, fréquentées par 92 enfants. Les élèves juifs fréquentent également le collège public, fondé après la transformation de l'ancienne école des Jésuites. En 1886, ils sont 37 à fréquenter le collège.
À la fin du XIXe siècle, le nombre de Juifs à Deutsch Krone commence à décliner progressivement, tandis que la ville continue de se développer, la part de la population juive dans la population totale passe ainsi de 20 % à 5 %. En 1885, la ville compte 514 Juifs, puis 456 en 1895 et seulement 337 en 1913. L'école juive doit fermer en 1912. Après la Première Guerre mondiale, Deutsch Krone et l'une des rares villes de Prusse-Occidentale à rester sous domination allemande. Malgré une forte diminution de la population juive, la ville ne connut pas la grande vague migratoire vers l'Ouest, typique du début des années 1920. Bien au contraire, la communauté juive de Deutsch Krone construit alors une nouvelle synagogue, inaugurée officiellement en 1922.
Entre 1925 et 1933, la communauté compte environ 225 à 250 membres. Elle a également juridiction sur les populations juives de Rosenfelde (Różewo), Dyck (Dzikowo), Arnsfelde (Gostomia), Rose (Róża Wielka) et Klausdorf (Kłębowiec). Le conseil d'administration est composé: L. Schönfeld, E. Victor, Max Cohn. Sabatzky et Landau sont également autorisés à représenter la communauté. Le ministère spirituel est assuré par le rabbin Dr Rosenzweig de Piła, secondé par le hazzan (chantre)  Kühn. L'enseignant Julius Schreiber dispense une éducation religieuse à 20 enfants. Le patrimoine immobilier de la communauté comprend une synagogue (près de l'actuel Synagogenplatz), un cimetière juif, un mikvé (bain rituel) et un abattoir. Plusieurs institutions juives sont actives dans la ville, parmi lesquelles la société funéraire Chevra Kadisha et l'Union des femmes israélites, une association caritative forte de 40 membres.

### La destruction de la communauté
Avec l'arrivée au pouvoir des nazis, les persécutions contre la communauté juive commencent. L'année 1936 marque le début du processus d'« aryanisation » de l'économie, qui touche les grandes entreprises juives. Néanmoins, les Juifs peuvent encore vivre d'activités telles que le commerce de chevaux ou le colportage dans les villages environnants. Ce n'est qu'avec les événements de la nuit de Cristal du 9 au 10 novembre 1938, que la synagogue est détruite, les commerces juifs définitivement dévastés et les hommes déportés vers le camp de concentration de Sachsenhausen. Les dernières informations concernant la communauté juive de Deutsch Krone remontent à mai 1939. À cette époque, seuls 57 Juifs résident dans la ville. Ceux qui ne sont pas partis sont internés au camp de Buergergarten, près de Piła, en mars 1940, puis déportés vers les camps de la mort.
Après la guerre, le cimetière juif, dont la date exacte de fondation est inconnue, mais que l'on peut situer à la fin du XVIIe siècle ou au tout début du XVIIIe siècle en raison de la découverte d'une pierre tombale de 1702 conservée actuellement au Musée du Pays de Wałcz, est rasé et un centre culturel municipal construit à son emplacement. Lors de fouilles menées sur les rives du lac en 2011, plusieurs pierres tombales et reliques du cimetière juif sont découvertes et sont depuis conservées au musée local.

## Personnalités juives nées à Deutsch Krone
- Samuel Apolant (de) (1823-1898): rabbin à Potsdam puis à Berlin. De tendance libérale, il introduit l'enseignement religieux commun aux garçons et aux filles.
- Ernst Jaffé (de) (1873-1916): historien de l'art, spécialiste du peintre autrichien Joseph Anton Koch
- Ludwig Riess (1861-1928):  historien allemand qui fut conseiller étranger au Japon pendant l'ère Meiji.

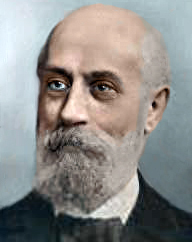
Samuel Apolant
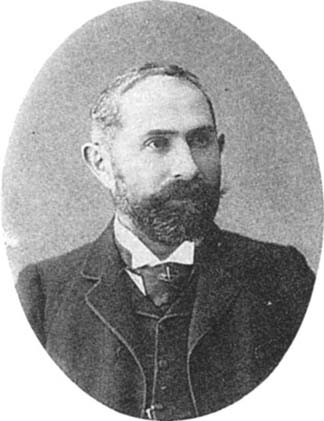
Ludwig Riess

## Évolution de la population juive
| Population juive à Deutsch Krone / Walcz, |                               |                 |                      |
| Année                                     | Population totale de la ville | Nombre de Juifs | Pourcentage de Juifs |
| 1772                                      | 1 155                         | 238             | 20,6 %               |
| 1783                                      | 1 448                         | 464             | 32,0 %               |
| 1804                                      | 2 433                         | 606             | 23,9 %               |
| 1821                                      | 2 504                         | 497             | 19,8 %               |
| 1839                                      | 3 057                         | 526             | 17,2 %               |
| 1865                                      | 6 305                         | 611             | 9,7 %                |
| 1871                                      | 6 174                         | 647             | 10,5 %               |
| 1895                                      | 7 140                         | 456             | 6,4 %                |
| 1909                                      | 7 516                         | 333             | 4,4 %                |
| 1925                                      | 10 673                        | 240             | 2,2 %                |
| mai 1939                                  | 14 941                        | 60              | 0,4 %                |